# 阿坎區
阿坎區，是海地的區，位於該國南部，由南部省負責管轄，東北面是米拉瓜納區，面積1,039.3平方公里，2015年該區人口為217,827，人口密度為每平方公里209.6人。